# 379-та піхотна дивізія (Третій Рейх)
379-та піхотна дивізія (Третій Рейх) (нім. 379. Infanterie-Division) — піхотна дивізія Вермахту, що входила до складу німецьких сухопутних військ у роки Другої світової війни.

## Історія з'єднання
379-та піхотна дивізія була сформована 15 березня 1940 року в Любліні (окупована Німеччиною Польща) як дивізія земельних стрільців (нім. Landesschützen) в ході 9-ї хвилі мобілізації вермахту. Її штат комплектувався за рахунок особового складу 424-го дивізійного штабу особливого призначення, сформованого 24 жовтня 1939 року у XIII військовому окрузі. Спочатку 379-та піхотна дивізія складалася з трьох піхотних полків, однієї артилерійської батареї, одного велосипедного ескадрону і роти зв'язку. Піхотні полки мали номери 653-й, 654-й і 655-й. Першим командиром 379-ї піхотної дивізії був Людвіг Мюллер. Особовий склад дивізії набирався переважно з призовників старших вікових категорій, призваних під час загальної мобілізації у вересні 1939 року.
З листопада 1939 року по травень 1940 року 379-та піхотна дивізія служила у складі Командування Центрального прикордонного району, прикордонної охорони на центральній ділянці кордону окупованої Німеччиною Польщі з Радянським Союзом.
Після служби в окупованій Німеччиною Польщі дивізія була готова до негайного розпуску після приголомшливої перемоги Німеччини над Францією в червні 1940 року, оскільки військові пріоритети більше не вимагали утримання різноманітних дивізій земельних стрільців. З різних батальйонів трьох полків 379-ї піхотної дивізії були сформовані батальйони вартової охорони (нім. Heimat-Wach-Bataillone).

## Райони бойових дій
- Польща, Німеччина (березень — грудень 1940)

## Командування

### Командири
- генерал-майор Людвіг Мюллер (15 березня — травень 1940)
- генерал-майор Вільгельм фон Алтрок (28 травня — 31 грудня 1940)

### Підпорядкованість
| Час      | Корпус | Армія | Група армій (округ)                            | Штаб   |
| -------- | ------ | ----- | ---------------------------------------------- | ------ |
| 1940     |        |       |                                                |        |
| березень |        |       | Командування Центрального прикордонного району | Польща |
| липень   |        |       |                                                | Гессен |

### Склад
| 1940                                   |
| -------------------------------------- |
| 653-й піхотний полк                    |
| 654-й піхотний полк                    |
| 655-й піхотний полк                    |
| 379-та артилерійська батарея           |
| 379-й велосипедний ескадрон            |
| 379-та дивізійна рота зв'язку          |
| 379-те дивізійне управління постачання |